# Gregory Bruce Jarvis
Gregory Bruce Jarvis (Detroit, Michigan, 1944. augusztus 24. – Cape Canaveral, Florida, 1986. január 28.) amerikai űrhajós.

## Életpálya
1967-ben az University of New York at Buffalo keretében villamosmérnöki oklevelet szerzett. 1969-ben a Northeastern University (Boston) megvédte diplomáját. A  West Coast Egyetemen (Los Angeles) vezetési ismeretekből vizsgázott. A Raytheon Bedford Massachusetts vállaltnál dolgozva a SAM-D rakéta áramkörének tervezésével foglalkozott. A Légierő állományában a taktikai kommunikációs műholdak programjában dolgozott. 1973-ban kapitányként távozott a légierőtől. A Hughes Aircraft vállalatnál, a Space and Communications Group keretében a kommunikációs alrendszer mérnöke. 1975-ben a MARISAT F–3 műhold-program teszt és integrációs igazgatója. 1978-ban az Advanced Program keretében a SYNCON IV/LEASAT programon dolgozott. 1982-ben a telekommunikációs műholdak mérnök csoportjának igazgatója. A LEASAT program keretében több műholdat sikeresen helyeztek geoszinkron pályára.
A Hughes Communication Inc. vállalt megbízásából 1984. július 5-től a NASA Lyndon B. Johnson Űrközpontjában Louis William Butterworth; Steven Lee Cunningham; Gregory Bruce Jarvis és John Harrison Konrad egy csoportban részesült űrhajóskiképzésben. Első űrszolgálatára indulva összesen 1 perc 13 másodpercet (73 másodperc) töltött a levegőben. Az űrrepülőgép technikai hiba miatt felrobbant. A Challenger űrsikló 1986. január 28-án történt katasztrófája során vesztette életét.

## Űrrepülések
STS–51–L, a Challenger űrrepülőgép 10. repülésének rakományfelelőse.